# Однопьоров Олександр Володимирович
Олександр Володимирович Однопьоров (нар. 23 жовтня 1957) — радянський та російський футболіст та футзаліст українського походження, півзахисник та нападник.

## Життєпис
Розочинав грати у ДЮСШ (Селидове), юнацьких командах Гірника та шахти «Сорокова» Донецької області. За команду шахти грав у КФК у 1974—1975 роках. З 1978 року — в «Атлантиці» (Севастополь), у 1979-1980 роках у другій лізі зіграв 60 матчі, відзначився одним голом. Наприкінці сезону 1980 року за команду першої ліги «Динамо» (Ставрополь) зіграв 4 матчі. У другій лізі виступав за «Дружбу» Йошкар-Ола (1981), «Локомотив» Челябінськ (1982-1987), «Металург» Магнітогорськ (1987). З 1988 року — у «Торпедо» (Міас), у 1991 році у другій нижчій лізі у 42 матчах відзначився 41-м голом. Завершував професіональну кар'єру в першій російській лізі, граючи за «Торпедо» Міас (1992) та «Зеніт» Челябінськ (1993). 1994 року виступав за «Металург» Аша у першій групі чемпіонату Челябінської області.
Найкращий бомбардир міаського «Торпедо» — 102 м'ячі.
Грав за футзальний клуб «Фенікс» / «Фенікс-Локомотив» (Челябінськ). У сезоні 1994/95 років провів два матчі у чемпіонаті Росії.
Гравець Ліги поціновувачів більярду.